# Kriebstein
Kriebstein là một đô thị trong huyện Mittelsachsen, bang tự do Sachsen, nước Đức. Đô thị Kriebstein có diện tích 31 km², dân số thời điểm ngày 31 tháng 12 năm 2005 là 2594 người.